# Siergiej Charitonow
Siergiej Walerjewicz Charitonow (ros. Сергей Валерьевич Харитонов; ur. 18 sierpnia 1980 w Plesiecku) – rosyjski zawodnik sportów walki, startujący w mieszanych sztukach walki (MMA), sambo, kick-boxingu i boksie.

## Kariera sportowa
W szkole średniej ćwiczył boks, kick-boxing i zapasy. Po jej ukończeniu, w 1997 roku wstąpił do Wyższej Szkoły Wojsk Powietrznodesantowych w Riazaniu, gdzie podjął intensywne treningi sambo. Kilkukrotnie został mistrzem WDW i Rosji w walce wręcz oraz sambo bojowym.

### Mieszane sztuki walki
W profesjonalnym MMA zadebiutował w 2000 roku, gdy wygrał turniej w Jałcie, pokonując wszystkich trzech rywali przed czasem. Po ukończeniu studiów w 2002 roku związał się z klubem Russian Top Team, w którym został sparingpartnerem Fiodora Jemieljanienki. W maju 2003 roku zadebiutował w PRIDE FC – ówcześnie największej organizacji MMA na świecie, której mistrzem w wadze ciężkiej został dwa miesiące wcześniej właśnie Jemieljanienko.
W 2004 roku wystartował w turnieju PRIDE 2004 Heavyweight GP. Znokautował dwóch pierwszych rywali – Murilo Ruę i Semmy’ego Schilta – jednak odpadł później w półfinale, przegrawszy z byłym mistrzem PRIDE, Antônio Rodrigo Nogueirą. W kolejnych latach odniósł prestiżowe zwycięstwa nad Pedro Rizzo oraz Fabricio Werdumem, ale poniósł też dwie dotkliwe porażki z rąk Alistaira Overeema i Aleksandra Jemieljanienko. W sumie w ciągu 4 lat występów w PRIDE stoczył 11 walk, z czego 8 wygrał.
Po rozwiązaniu PRIDE, co nastąpiło w 2007 roku, przeszedł do jej lokalnego rywala, Hero’s. W swoim debiucie znokautował w rewanżowej walce Overeema. W latach 2008–2010 był związany z DREAM.
W lutym 2011 roku zadebiutował w amerykańskiej organizacji Strikeforce, gdy wystartował w 8-osobowym turnieju Strieforce World Grand Prix w wadze ciężkiej. W ćwierćfinale znokautował byłego mistrza UFC, Białorusina Andreja Arłouskiego. W rozegranym 10 września półfinale przegrał jednak przez poddanie z Joshem Barnettem. W 2012 stoczył jeden wygrany pojedynek z debiutującym w MMA Johnem Delgado. 25 listopada 2013 wygrał przez techniczny nokaut pod koniec 2. rundy z Białoruskim kickbokserem Aleksjejem Kudzinem na gali M-1 Global. Od 2016 związany z Bellator MMA.
15 czerwca 2017 na gali M-1 Challenge 80 znokautował w 40 sekundzie pojedynku Kameruńczyka Rameau Thierry’ego Sokoudjou.

### Boks
Obok występów w MMA, Charitonow startuje w amatorskich turniejach bokserskich. Po nieudanych dla siebie kwalifikacjach olimpijskich w 2000 roku przyjął propozycję wstąpienia do narodowej kadry Tadżykistanu. Reprezentując to państwo w 2003 roku zdobył srebrny medal w wadze superciężkiej (+91 kg) na Igrzyskach Azji Centralnej, a rok później został wicemistrzem Azji, przegrywając jedynie na punkty z Uzbekiem Rustamem Saidovem. W tym samym roku został również wicemistrzem Rosji.
W 2011 roku wziął udział w organizowanej przez AIBA lidze World Series of Boxing (startowali w niej amatorscy pięściarze na zasadach zbliżonych do zawodowego boksu). Reprezentując barwy azerbejdżańskiego klubu Baku Fires, stoczył dwie walki w wadze ciężkiej – pierwszą wygrał przez TKO z medalistą igrzysk Wspólnoty Narodów i mistrzem Ghany Awusone Yekenim, a drugą przegrał przez niejednogłośną decyzję sędziów z młodzieżowym mistrzem świata, Chorwatem Filipem Hrgoviciem. Klub Charitonowa odpadł z rywalizacji w półfinale.

### Kick-boxing
W 2009 roku zadebiutował w K-1 – największej zawodowej organizacji kick-boxingu na świecie. Wystąpił w jednej z walk rezerwowych podczas Finału K-1 World GP, a jego rywalem był Daniel Ghiță. Rumun zwyciężył przez techniczny nokaut w 3. rundzie. W 2010 roku Charitonow stoczył dwa kolejne pojedynki – wygrany z Japończykiem Takumim Sato i przegrany z Hindusem Jaideepem Singhiem. W 2011 oraz 2012 wygrał dwa pojedynki przed czasem na galach United Glory. W grudniu 2012 uległ młodemu Holendrowi Rico Verhoevenowi na punkty w mocno obsadzonym sylwestrowym turnieju Glory 4: Tokyo - 2012 Heavyweight Grand Slam Tournament.